# Warnice (gmina)

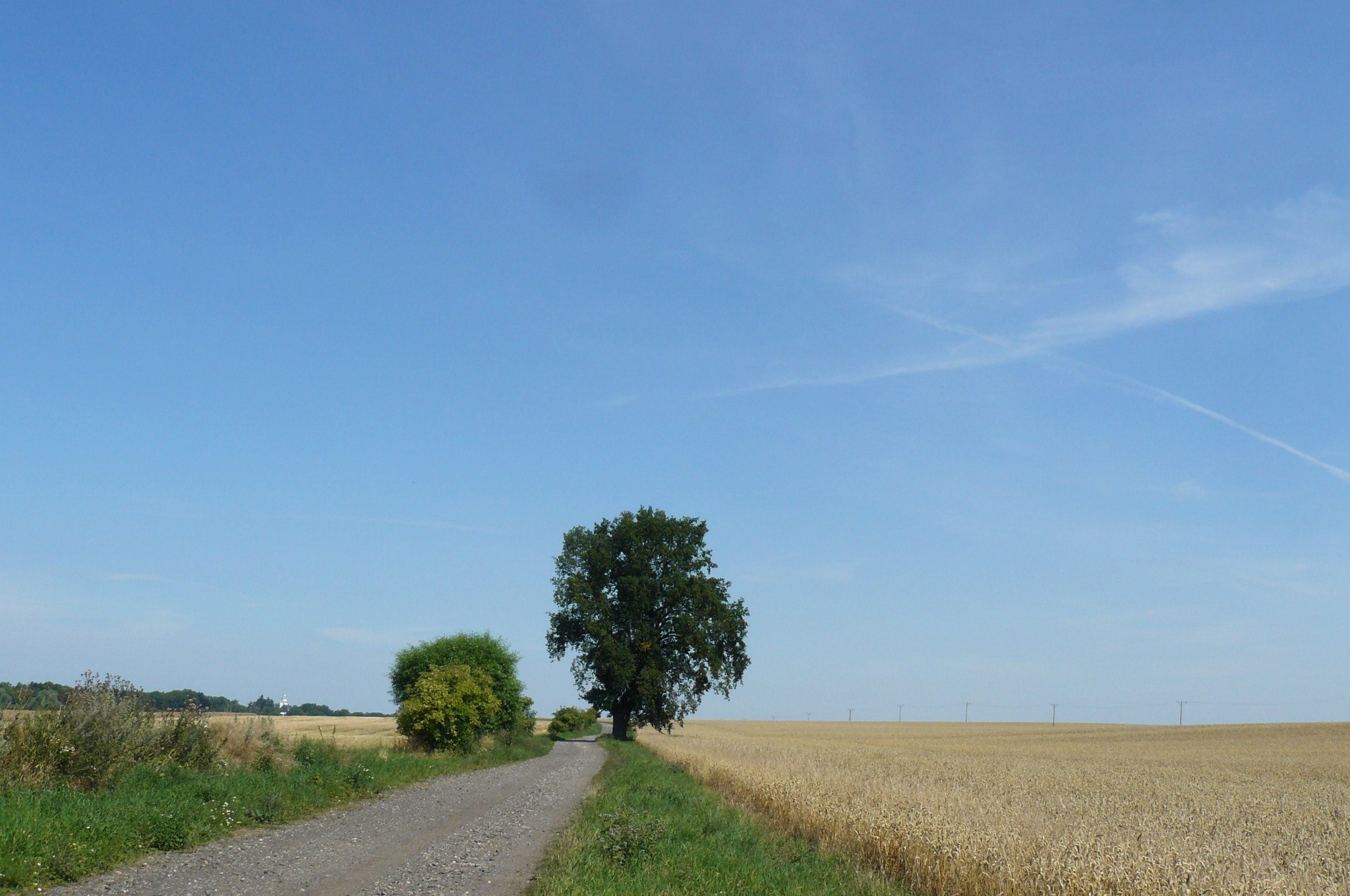
Krajobraz gminy pod Wierzbnem

Warnice (do 1954 gmina Wierzbno) – gmina wiejska w zachodniej części województwa zachodniopomorskiego, w powiecie pyrzyckim. Siedzibą gminy jest wieś Warnice.
Miejsce w województwie (na 114 gmin): powierzchnia 100., ludność 101.
Gmina stanowi 11,8% powierzchni powiatu. Gminę zamieszkuje 9,0% ludności powiatu.
Według danych z 31 grudnia 2017 roku gminę zamieszkiwało 3497 osób.

## Położenie
Gmina jest położona w zachodniej części województwa zachodniopomorskiego, w północno-zachodniej części powiatu pyrzyckiego.
Sąsiednie gminy:
- Przelewice i Pyrzyce (powiat pyrzycki)
- Stare Czarnowo (powiat gryfiński)
- Stargard (miejska), gmina Dolice i gmina Stargard (powiat stargardzki)

Do 31 XII 1998 r. wchodziła w skład województwa szczecińskiego.

## Demografia

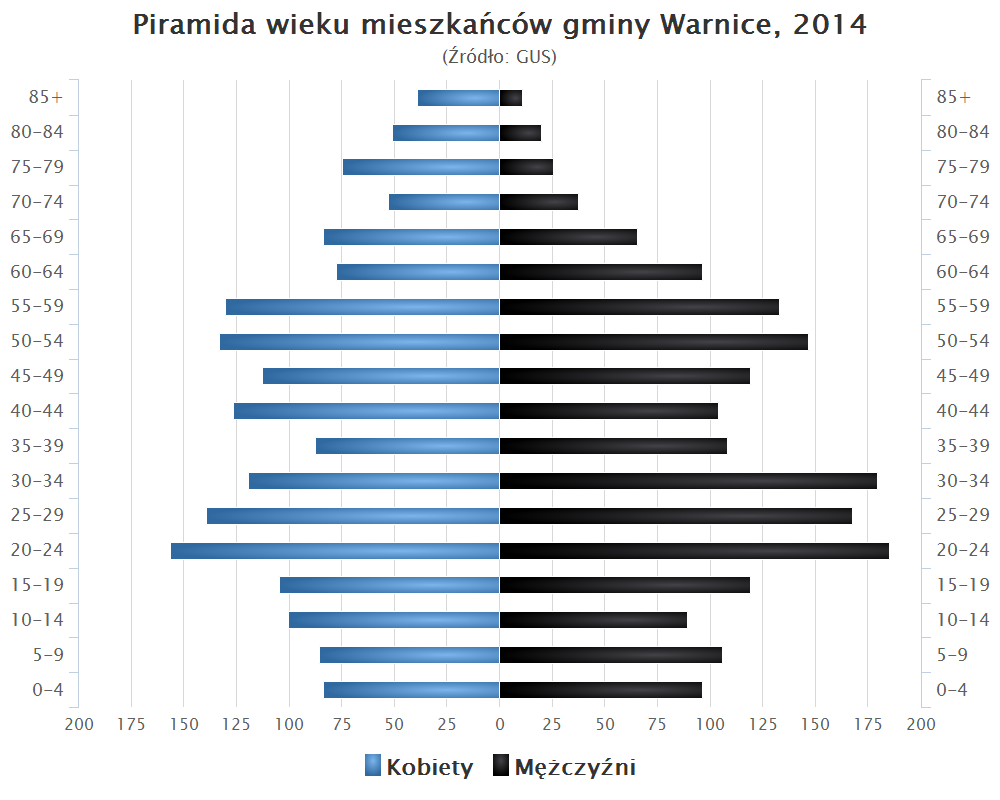
Piramida wieku mieszkańców gminy Warnice w 2014 roku

Dane z 30 czerwca 2004:
| Opis                              | Ogółem | Ogółem | Kobiety | Kobiety | Mężczyźni | Mężczyźni |
| --------------------------------- | ------ | ------ | ------- | ------- | --------- | --------- |
| jednostka                         | osób   | %      | osób    | %       | osób      | %         |
| populacja                         | 3603   | 100    | 1775    | 49,3    | 1828      | 50,7      |
| gęstość zaludnienia (mieszk./km²) | 42     | 42     | 20,7    | 20,7    | 21,3      | 21,3      |

## Przyroda i turystyka
Gmina leży na Równinie Pyrzycko-Stargardzkiej. Zachodnią część gminy zajmuje Jezioro Miedwie. Na obszarze tej bezleśnej gminy znajdują się 2 rezerwaty przyrody: Brodogóry oraz Stary Przylep na bagnach uregulowanej Kanałem Płońskim rzeki Płoni. Tereny leśne zajmują 1% powierzchni gminy, a użytki rolne 81%.

## Komunikacja
Przez gminę prowadzi droga wojewódzka nr 106 łącząca Warnice ze Stargardem (11 km) i Pyrzycami (17 km).
Warnice (stacja "Warnice Dębica") uzyskały połączenie kolejowe w 1882 r. po wybudowaniu linii łączącej Stargard z Pyrzycami. W 1899 r. połączono ją z Godkowem. W 1992 r. linię Pyrzyce- Godków zamknięto, a w 2004 r. pozostałą część linii.
W gminie czynny jest 1 urząd pocztowy: Warnice k. Pyrzyc (nr 74-201).

## Administracja
W 2016 r. wykonane wydatki budżetu gminy Warnice wynosiły 13 mln zł, a dochody budżetu 13,1 mln zł. Zobowiązania samorządu (dług publiczny) według stanu na koniec 2016 r. wynosiły 4 mln zł, co stanowiło 30,9% poziomu dochodów.
Sołectwa gminy Warnice: Barnim, Cieszysław, Dębica, Grędziec, Kłęby, Nowy Przylep, Obryta, Reńsko, Stary Przylep, Wierzbno, Wójcin, Warnice, Warnice Przysiółek i Zaborsko.

## Miejscowości
WsieBarnim, Cieszysław, Dębica, Grędziec, Kłęby, Nowy Przylep, Obryta, Reńsko, Stary Przylep, Warnice, Wierzbno, Wójcin i Zaborsko.
OsadyJanowo,